# 酒井忠勝 (小浜藩主)
酒井 忠勝（さかい ただかつ）は、安土桃山時代から江戸時代前期にかけての武将・大名。武蔵国川越藩の第2代藩主、後に若狭国小浜藩の初代藩主。第3代将軍・徳川家光から第4代将軍・徳川家綱時代の老中・大老。

## 生涯

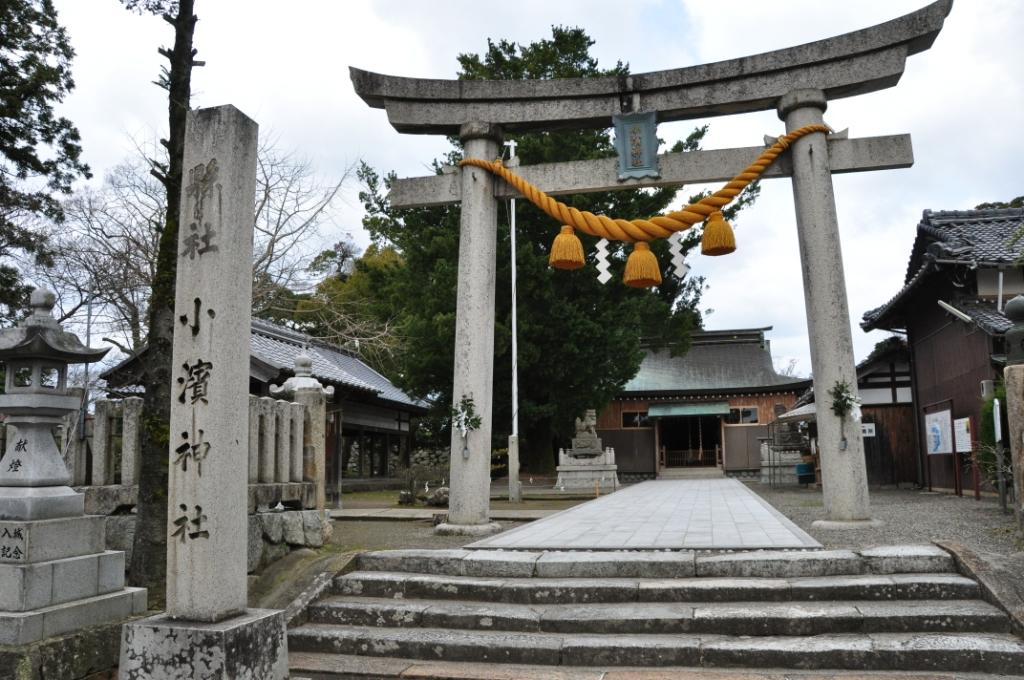
小浜城本丸跡にある小浜神社

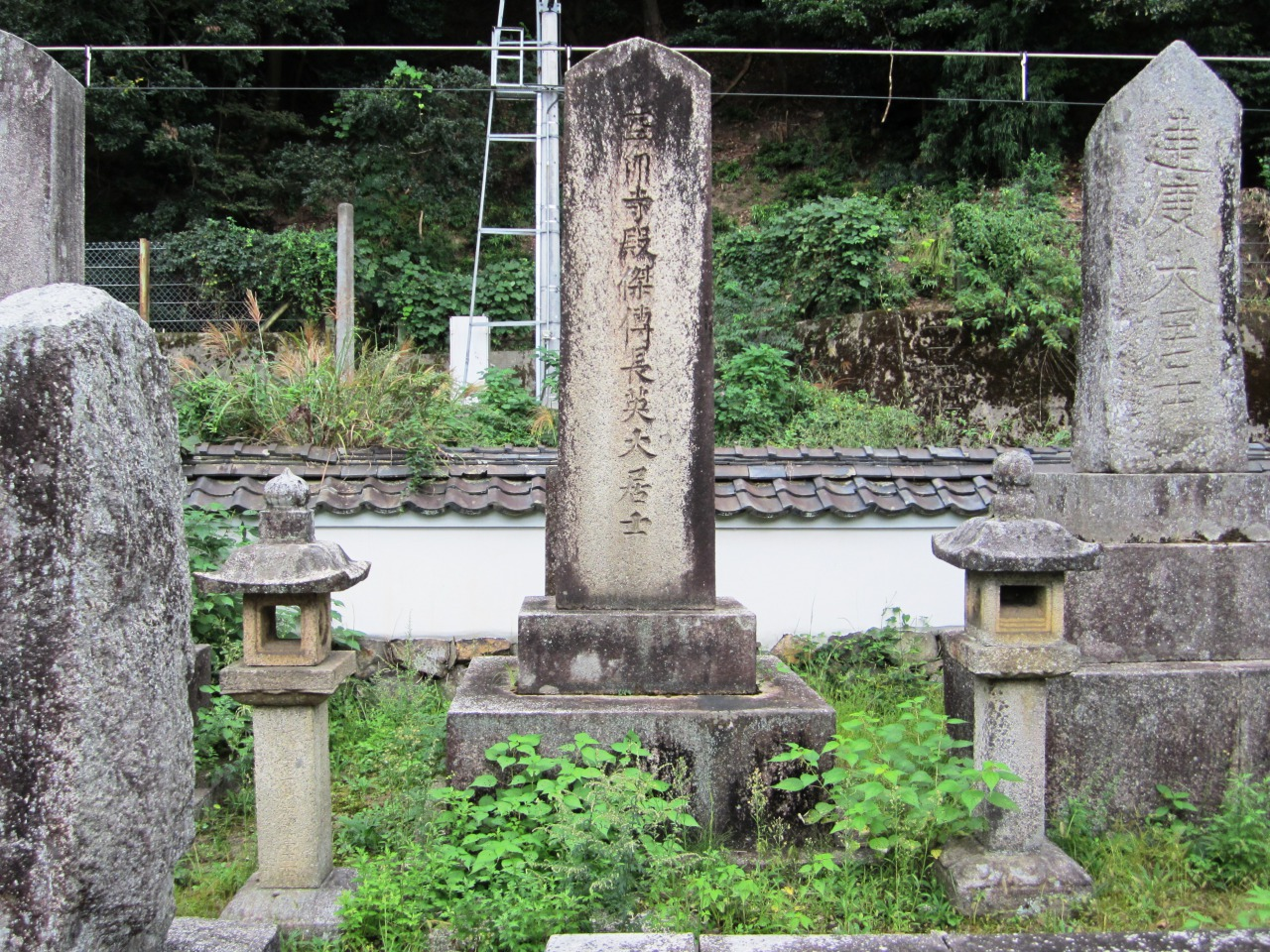
空印寺の墓

天正15年（1587年）6月16日、徳川家康の家臣酒井忠利（後の川越藩初代藩主）の子として三河国西尾（現在の愛知県西尾市）に生まれる。
天正19年（1591年）11月、下総国に3000石を与えられる。初陣は慶長5年（1600年）、中山道を向かう徳川秀忠に従い従軍した関ヶ原の戦いでの上田合戦である。慶長14年（1609年）11月、従五位下・讃岐守に叙任。元和6年（1620年）4月24日、2代将軍秀忠の命で世継の家光付きとなり、元和8年（1622年）12月3日に武蔵国深谷7000石を加増され、合わせて1万石を領する。
寛永元年（1624年）8月には3代将軍家光の上洛に従い、上総、下総、武蔵の3国のうちから2万石を加増されて、その11月に土井利勝と共に本丸年寄（老中）となる。寛永4年（1627年）11月14日、父の忠利が死去し、遺領を継いで8万石となり、川越藩2代藩主となる。寛永9年（1632年）9月19日、武蔵のうちから2万石加増され、同年12月1日には従四位下に昇叙し、侍従に遷任し、讃岐守の兼帯留任。寛永11年（1634年）閏7月6日には、若狭1国および越前、近江、安房に加増され、若狭小浜へ移り、12万3500石を領する。将軍・家光から忠勝一代は国持大名とされた。
寛永15年（1638年）11月7日には、土井利勝と共に老中を罷免され、大事を議する日のみの登城を命じられる。これが後の大老職の起こりとなる。寛永20年（1643年）11月4日、従四位上に昇叙し、左近衛権少将に転任。讃岐守の兼帯留任となる。明暦2年（1656年）5月26日に家督を四男の忠直に譲って隠居する。晩年は、若年にして酒井氏嫡流雅楽頭家の家督を継いだ忠清を後見していたという。
寛文2年（1662年）7月12日に死去した。享年76（満75歳没）。
福井県小浜市城内鎮座の小浜神社に主祭神として祀られている。

## 人物・逸話

### 幕政、家光・家綱の信任
- 忠勝は家光から駿府18万石への加増を打診されたことがあったが、家康が保有していた土地を拝領するのは勿体無いと辞退した。その後、甲府24万石への加増も提案されたが、これも辞退した。家光が辞退した理由を問い質したところ、忠勝は、大禄を食めば驕りが生じ、本多正純のように失脚への道を歩むかもしれない。加増を受けたとして、自分の代は驕りが生じなかったとしても、自分の後の藩主たちが驕らないとも限らない、ゆえに謹んで辞退したと述べた。また、忠勝には別の思慮もあった。大老の忠勝でさえ12万石の所領しか得なかったといえば、周囲の幕臣たちも出世することに没頭せず、後世への模範となるだろうと、忠勝は考えていた[3]。しかし晩年には、何か大事が起こった時、12万石では幕府を守り立てるのに役立てないから、もう少し加増を得ておくべきであったとも述懐している。
- 家光は忠勝を特に信任し、「我が右手は讃岐（酒井忠勝）、我が左手は伊豆（松平信綱）」と述べたという（『空印言行録』）[4]。また家光が他の重臣と協議するときは寝間着姿のときもあったが、忠勝との協議のときだけは必ず着替えて引見したという。
- 若い頃の家光は夜な夜な江戸城をよく抜け出していた。このため辻斬りをしているのではないかと噂されたが、実は寵愛していた小姓の山城守の屋敷に行っていた。ある寒い夜、家光は山城守邸を辞去しようとしたとき、履いた草履が暖かかったので山城守の心遣いかと思った。しかし実は忠勝が家光を心配して密かに警護しており、家光が城に戻るまでの間は外で待っており、草履を懐に入れて暖めていたのである。のちにそれを知った家光は夜遊びをやめたという（『仰景録』）。
- 家光とその弟忠長の後継者争いの際、家光は重病に倒れたことがあった。しかし家光への病気見舞いへの客人はほとんどなく、常に忠長に対しての訪問客が多かった。これに腹を立てた忠勝は、侍女が忠長のために豪勢な食事を持って行こうとしたとき、「兄が苦しんでいるのに、弟君の忠長公が食事などできるわけがない」として下げさせてしまった。ほどなくして秀忠が忠勝のもとにやってきたので、「忠長様に対する無礼討ちを覚悟で行いました」と述べた。すると秀忠は、「これからも家光を頼むぞ。お主は徳川家良弼の第一である」と述べたという（『玉露叢』）。
- 家光没後の翌日、忠勝は諸大名を江戸に集めて「公方様（家光）御他界に候へども、大納言（家綱）様御家督の事に候へば、何れも安堵あるべし。若し天下を望まれとならば、此節にて候ぞ」と言い放った。すると松平光通と保科正之が進み出て諸大名に向かい、「各々讃岐守申す旨承らるべし。此砌誰か天下を望む者あるべき、若し不思議の企仕る輩も候はば、我々に仰付らるべし。ふみつぶして御代始めの祝儀に仕候はん」と申し出て諸大名を平伏させたという（忠勝が「家綱は幼少ゆえ、天下を望む者があればよい機会である」といい、光通・正之らが「天下を望む者あれば申し出てみよ。徳川の代潰しの盃といこう」と述べている）（『武野燭談』。[5]。
- 家綱が若い頃、庭の大石を外へ出すように忠勝に命令した。忠勝はこの石を外に出すには土居や塀を崩さないといけないので堪忍してくださいと申し上げてそのままになった。そこで知恵伊豆・松平信綱が「ならばあの石は土を掘って埋めてしまえば」と述べた。しかし忠勝は「物事思いのままになると思われては天下の政務に難儀のことがあろう。石はそのままにしておいても害はないことだ。若い上様には万事容易に事を執り行なわぬがよいと思いそのように申し上げたのだ」と言い、信綱を心服させたという（『玉露叢』）[6]。
- 76歳のとき、忠勝は病に倒れた。高齢だったために死期を悟り、看護は近習だけにして女性は近づけず、医師の勧める薬も拒んだ。しかし将軍・家綱や幕閣らは治療して早く治すように求めたため、やむなく薬を飲んだが高齢ですでに手遅れだった。忠勝の最期は端座したものだったという（『忠勝年譜抄説』）。

### 藩政
- 小浜城を作る際に、若狭の百姓にだけ多い年貢を取り立てた。これに抗議し、忠勝に処刑された庄屋である松木庄左衛門を祭る神社が、福井県三方上中郡若狭町新道にある。水上勉は随筆の中でこのことに触れ、「めったに国に帰らないのに城だけは作らせた」「百姓の血汗を絞って作った小浜城」と記している（『水の幻想』）。
- 小浜藩の御用商人である石屋久兵衛は息子の放蕩に悩まされていた。忠勝は石屋からその相談を受けたとき「心配するな。倅の放蕩は直る」と言った。石屋がその方法を尋ねると「石屋が倅に金をあまり持たせないようにしているのがかえって悪いのだ。倅に欲しいだけ与えれば立ち直る」と述べた。石屋は忠勝の言ったとおりにした。すると大金を目にした息子は使うことを急に惜しむようになり、遊びを止めて米相場を行ない、利益を得たという（『仰景録』）。
- 忠勝は幕政に参与していることが多かったが、人身売買の禁止や税制の制定、五人組の制定、治安維持、水利施設の設備、植林や開墾などを奨励した郷中法度を制定して藩政の基礎を築き上げている[7]。

### その他
- 少年時代、忠勝はぼんやりして足らぬ気で周囲を心配させたという。16歳のとき、駿府で大火があり供の者を率いて鎮火に務めて引き揚げるとき、供が喉の渇きを訴えた。大火の後だから水など無く、大火を免れた酒屋で酒を飲もうとした。しかし忠勝は「すき腹に酒を飲んでは腰が抜ける。酒屋にある粕を焼いてから飲め」と下知し、それまで心配させていた周囲を感嘆させた（林鵞峰『玉露集』）。
- 忠勝は少し赤ら顔で指でちょこちょこ押したくらいの痘痕の痕があり、唇の端は垂れ少し開き気味のうば口の形などは武田信玄によく似ていると、甲州武士である田中六右衛門に評された（『仰景録』）。
- 大の鼠嫌いであり、ある夜に忠勝の寝所に鼠が紛れ込んだ。近習に「早く捕らえよ」と命じ、運よくある家臣の男が鼠を叩き殺したので、周囲の者はその男に膨大な褒美が出るだろうと噂した。ところが召し出された男の前で忠勝は梨を半分に断ち切り、その半分を与えたのみだった。噂していた者たちは最初は驚いたが、考えてみれば鼠一匹で立派な褒美が出るほうがそもそもおかしく、これ以上の目だった働きをした者がいたときに褒美の釣り合いがとれなくなる。そこまで先のことを考えるとはさすがは名君と賞賛したという（『仰景録』）。
- 伊達政宗が53歳の頃（＝元和5年/1619年）、江戸城で忠勝に会い「相撲を取ろう」と言い出した。忠勝は将軍・秀忠と会見した直後のために礼服姿であったから、「またの機会に」と述べて立ち去ろうとした。しかし政宗が強引に手をかけてきたため、やむなく取り組んだ。やがて諸大名も集まり、その中の井伊直孝が「酒井が負けたら譜代の名折れぞ」と息巻いた。結果は忠勝が勝ち、「さてさて御身は相撲功者かな」と政宗は賞賛したという。ただしこれは外様の雄である政宗が譜代に機嫌をとるための八百長相撲との説もある（『明良洪範』）。

## 系譜
- 父：酒井忠利
- 母：宝鏡院 - 鈴木重直の娘
- 正室：松平親能の娘[8]
  - 長女：建部政長正室
  - 次女：長松院 - 朝倉宣親正室のち松平康信継室
  - 三女：高木正俊室
  - 四女：松平康政正室
  - 五女：あぐり - 堀田正盛正室
  - 長男：酒井忠朝（1619-1662）
  - 六女：都筑秀政室
  - 次男：酒井忠経
  - 七女：井伊直好正室
  - 三男：青木可一（1627-1644） - 青木重兼の養子
  - 四男：酒井忠直（1630-1682）
  - 養女：水野勝貞正室 - 松平康政の娘
  - 養女：春光院 - 牧野親成正室、高木正縄の娘

### 子孫
現在の皇室は忠勝の子孫である。
酒井忠勝―女子（松平康政正室）―女子（水野勝貞正室）―鶴（勧修寺経敬室）―勧修寺尹隆……経逸―東京極院―仁孝天皇